# نورمان شمواي
نورمان إدوارد شمواي (بالإنجليزية: Norman Edward Shumway)‏ ـ (9 فبراير 1923 ـ 10 فبراير 2006) هو جراح قلب أمريكي، يعد رائد زراعة القلب. كان أستاذًا بجامعة ستانفورد.

## زراعة القلب
في سنة 1968، كان شمواي ـ بالتعاون مع راندال غريب ـ أول جرّاح يجري عملية زراعة قلب بشري ناجحة في الولايات المتحدة، وذلك بعد العملية التي أجراها كريستيان برنارد في جنوب أفريقيا سنة 1967، علمًا بأن برنارد أجرى عمليته مستندًا إلى أبحاث شمواي وريتشارد لاور.
كانت السنوات الأولى بعد إدخال هذا النوع من الجراحات سنوات عصيبة؛ إذ كان لا يعيش من المرضى بعد العملية إلا القليل، وقد كان شمواي جراح القلب الأمريكي الوحيد الذي استمر في إجراء هذه العملية بعد أن توقف الآخرون بسبب نتائجها السيئة.
وفي سبعينيات القرن العشرين، نجح مع فريقه في تطوير العملية، ومعالجة مشكلة رفض الطعم، وضرورة استخدام أدوية خطرة لكبت المناعة، فكان رائدًا في استخدام السيكلوسبورين كبديل للأدوية التقليدية، مما جعل العملية أكثر أمانًا.

## وفاته
توفي شمواي بسرطان الرئة في بالو ألتو بولاية كاليفورنيا سنة 2006، بعد يوم واحد من عيد ميلاده الثالث والثمانين.

## روابط خارجية
- نورمان شمواي على موقع الموسوعة البريطانية (الإنجليزية)
- نورمان شمواي على موقع مونزينجر (الألمانية)